# Эфиопская православная церковь

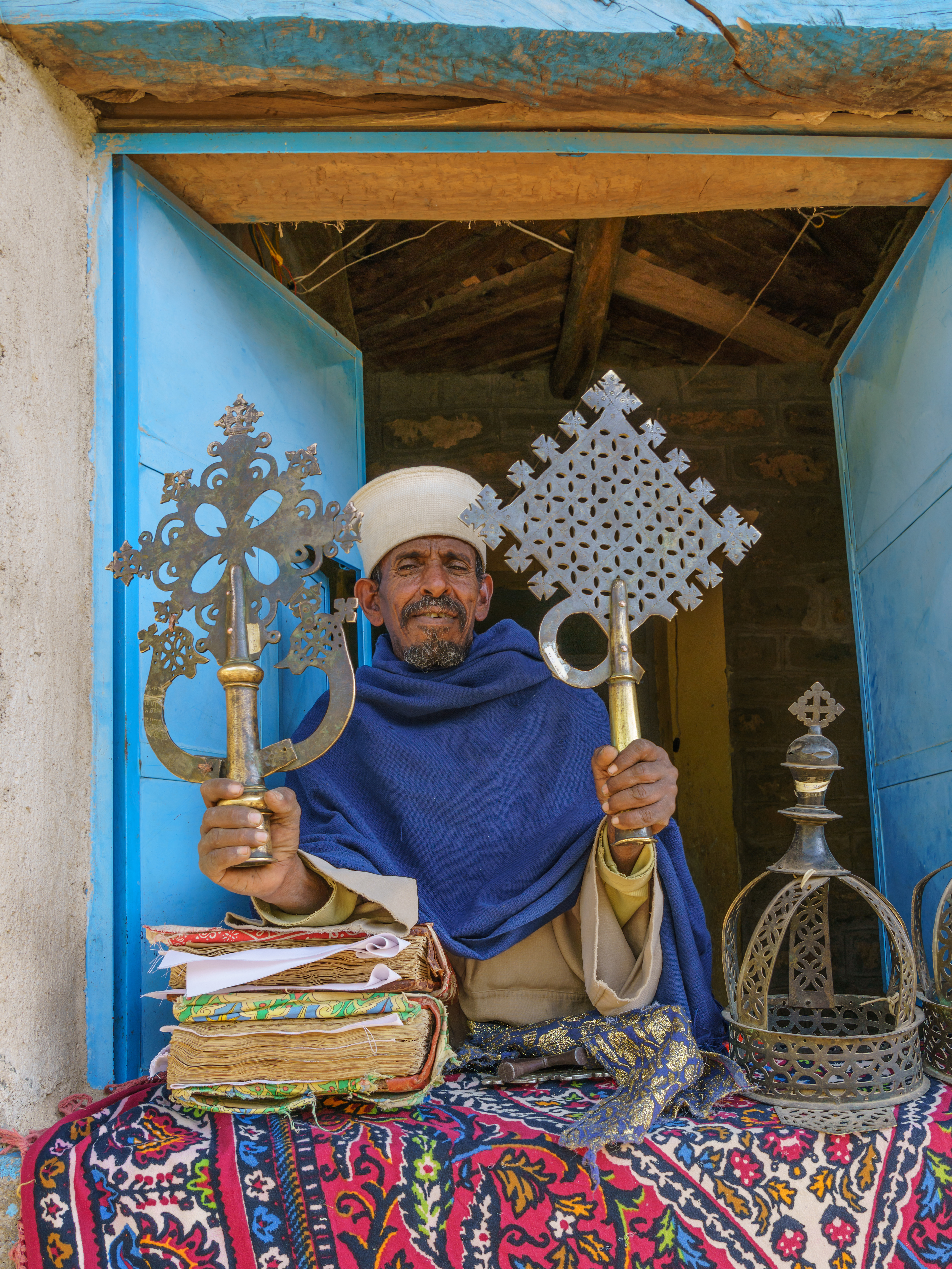
Священник Эфиопской церкви с церемониальными крестами в монастыре Абба-Панталевон близ города Аксум, в регионе Тыграй

Эфиопская (Абиссинская)  православная церковь (амх. የኢትዮጵያ ኦርቶዶክስ ተዋሕዶ ቤተ ክርስቲያን Yäityop’ya ortodoks täwahedo bétäkrestyan) — одна из Древневосточных (дохалкидонских) церквей. До 1959 года была автономной церковью, в канонической зависимости от Коптской церкви, после чего получила автокефалию. Как и другие Древневосточные церкви признаёт три Вселенских собора и исповедует миафизитскую христологию. Имеет свой эфиопский обряд, а также особую, не имеющую аналогов в других церковных традициях, иерархическую структуру духовенства.
Эфиопы-христиане придерживаются некоторых заповедей Ветхого Завета, которые большинством христиан считаются неактуальными, таких как соблюдение законов о пище. Практикуется также обрезание младенцев мужского пола (на восьмой день, согласно заповеди в Ветхом Завете).

## История

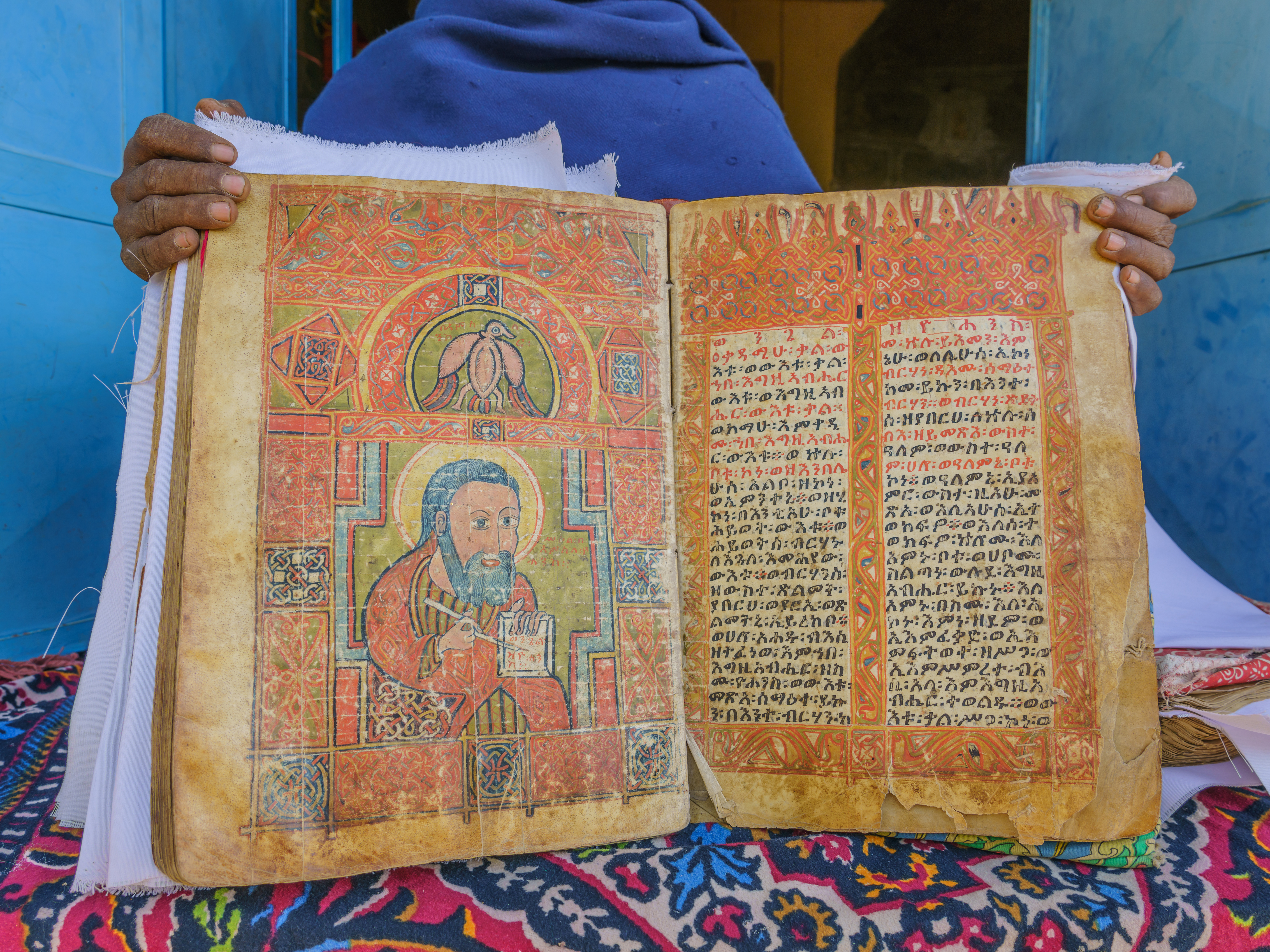
Сохранившийся старинный экземпляр Библии на древнеэфиопском языке

Согласно Евсевию Памфилу и Новому Завету, христианство пришло в Эфиопию в первом веке от апостола Филиппа, обратившего евнуха, из посланцев царицы Кандакии (Деян. 8:26—30).
Согласно преданию, первым христианским просветителем эфиопов был Фрументий, римский гражданин из Тира, который потерпел кораблекрушение на африканском побережье Красного моря. Он приобрёл доверие императора Аксума и вскоре обратил в христианство его сына, будущего императора Эзану, который в 330 году и объявил христианство государственной религией. Фрументий был впоследствии рукоположён в епископы Афанасием Александрийским, вернулся в Эфиопию и, став первым епископом Аксума, продолжил евангелизацию страны.
В административном отношении Эфиопская церковь с самого своего зарождения являлась одной из епархий Александрийского Коптского Патриарха, который поставлял египетского епископа в абуны. Абуна был единственным епископом Эфиопии. Уже в XII веке Негус Синуда пытался получить для Эфиопии нескольких епископов, что позволило бы создание Синода, который мог бы избирать Абуну. Но Александрийский Патриарх не согласился на предоставление Эфиопской церкви автономии.
Древние эфиопские церкви практически лишены фресковой росписи и скульптур. А всемирно известные фрески храма Св. Марии в Лалибеле были созданы значительно позже — при императоре Зара-Якобе в XV столетии.
При императоре Сусныйосе (1607—1632) вошла в унию с Римом, но следующий император, Фасиледэс (1632—1667), изгнал католиков из Эфиопии.
Лишь в конце XIX века Негус Иоанн (1872—1889) добился от коптского Патриарха Кирилла V хиротонии 3-х архиереев для Эфиопии. В 1929 году Патриархия согласилась на хиротонию пяти эфиопских архиереев, причём согласно акту от 31 мая 1929 года Собор эфиопских епископов не имеет права избирать и
хиротонисать других епископов. Права эти сохранялись за Коптской Патриархией.
В 1951, впервые за 15 веков, Эфиопскую церковь возглавил абуна — эфиоп. В 1959 году Эфиопская ортодоксальная церковь стала полностью независимой от Коптской, а её предстоятель был возведён в сан Патриарха.
B июле 2007 года в Каире Коптская и Эфиопская православные церкви торжественно провозгласили единство веры, верность общему свидетельству и готовность углублять и расширять сотрудничество, тем не менее, Коптская церковь поддержала полное отделение Эритрейской церкви и раскол Эфиопской церкви.

## Предстоятели Эфиопской церкви
- Абба Салама I Касате-Берхан Фрументий (333 — середина IV века)
- Мина[англ.] (Салама II) или Илия[7]
- Авраам (конец IV — начало V веков)
- Пётр, возможно тождественен Аврааму
- Афце (конец V — начало VI веков)
- Косма (начало VI века)
- Евпрепий (начало VI века)
- вдовство епископского престола (вакансия) (ок. 537—562)[8]

- Кирилл I (ок. 620—650)
- недостаточно данных
- Йоханнис (ок. 820—840)
- Якоб I (середина IX века)
- Салама За-Азеб (IX век)
- Варфоломей (ок. 900)

| - Пётр (ок. 920) | - Мина, в оппозиции Петру - Фиктор, в оппозиции Петру |

- вдовство архиепископского престола (вакансия) (ок. 940—970)
- Даниил (конец X века)
- Фиктор (XI век)
- Абдун, избран
- Савирос (1077—1092)
- Гиоргис I (1092—?)
- Михаил I (середина XII века)
- Якоб II
- Габра Крестос
- Атнатевос (конец XII века)
- недостаточно данных

| - Михаил II из Фувы (1206—1209) | - Хирун (1206—?), в оппозиции к Михаилу II |

- Абуна Иешак (1210—?)
- Абуна Гиоргис II (упоминание 1225)
- Такла Хайманот (XIII век), согласно традиции
- недостаточно данных
- Йоханнис (XIII?) (ок. 1300)
- Якоб (III?) (ок. 1337—1344)
- вдовство архиепископского престола (вакансия)
- Абуна Салама II[англ.] (1348—1388)
- Варфоломей (?) (1398/9—1436)

| - Михаил (1438—1458) | - Гавриил (1438—1458) |

- вдовство архиепископского престола (вакансия) (1458—1481)

| - Абуна Исхак (1481—ок. 1520) | - Марк (VI?) (1481—ок. 1530) |  |

- вдовство архиепископского престола (вакансия) (ок. 1530—ок. 1536)

| - Абуна Йесуф | - Жуан Бермудиш (ок. 1536—1545), псевдопатриарх; назначен на кафедру негусом Давидом III, а также возведён римским папой Павлом III в католические патриархи Эфиопские и патриархи Александрии — in partibus infidelium |  |

| - Абуна Эндриас (ок. 1545—?) | - Жуан Нуниш Баррету (1554—1557), псевдопатриарх; католический патриарх Абиссинский, назначенный Юлием III, папой Римским - Андре де Овьедо (1554—1577), католический епископ in partibus, назначенный Юлием III, папой Римским |  |

- Марк (VII?) (ок. 1565)
- Абуна Христодул I (ок. 1590)
- Пётр (VI?) (1599?-1606), погиб в бою
- Абуна Симон (1607—1622), умер в 1624 году
- Афонсу Мендеш[англ.] (1622—1632), португалец, насильно поставленный митрополитом, который на короткое время «присоединил» Эфиопскую церковь к Риму. Низвергнут Фасиледэсом.
- вдовство архиепископского престола (вакансия) (1632—1633)
- Абуна Резек (ок. 1634-?)

| - Марк (VIII?) (c.1635-1672), низвергнут | - Абуна Христодул II (ок. 1640—1672), низвергнут |  |

- Абуна Шенуда (1672—1687)
- вдовство архиепископского престола (вакансия) (1687—1689/1692)
- Марк (IX?) (1689/1692-конец XVII века)
- Абба Михаил (1640—1699)
- Абуна Марк X (1694—1716)
- вдовство архиепископского престола (вакансия) (1716-ок. 1718)
- Абуна Христодул III (ок. 1718—1745)
- вдовство архиепископского престола (вакансия) (1745-ок. 1747)
- Абуна Иоанн XIV (ок. 1747—1770)
- Абуна Иосаб III (1770—1803)
- вдовство архиепископского престола (вакансия) (1803-ок. 1808)
- Абуна Макарий (ок. 1808)
- вдовство архиепископского престола (вакансия) (ок. 1808—1816)
- Абуна Кирилл III (1816—1829)
- вдовство архиепископского престола (вакансия) (1829—1841)
- Абуна Салама III (1841—1866)
- вдовство архиепископского престола (вакансия) (1866—1868)
- Абуна Афанасий II (1868—1876)
- Абуна Пётр VII (1876—1889)
- Абуна Матфей X (1889—1923)
- Абуна Кирилл IV (2 июня 1927—1936), низвергнут
- Абуна Абрахам (1937—1939) (ставленник итальянцев)
- Абуна Йоханнис (1939—1945) (ставленник итальянцев)
- Абуна Кирилл IV (1945 — 10 октября 1950), повторно
- Абуна Василий[англ.] (14 января 1951—28 июня 1959)

- Абуна Василий[англ.] (28 июня 1959—12 октября 1970)
- Абуна Феофил (9 мая 1971—18 февраля 1976)
- Абуна Текла Хайманот[англ.] (7 июля 1976—1988)
- Абуна Меркурий (с 29 августа 1988 — 3 марта 2022) — в сентябре 1991 года удалился в изгнание. В июле 2018 года был признан действующим патриархом[9].
- Абуна Павел (5 июля 1992—16 августа 2012)
- Абуна Матфий (с 28 февраля 2013)

## Святые
- Аарон Дивный
- Валатта Петрос

## Другие религиозные деятели
- Абакаразун, XV в.
- Абагаз, XVIII в., историк